# Volkert Haas
Volkert Haas (nascido em 1 de novembro de 1936 em Rosenheim) é um assiriologista e hititologista alemão.

## Vida
Volkert Haas estudou Assiriologia e Arqueologia do Oriente Próximo na Universidade Livre de Berlim e na Universidade de Marburg de 1963 a 1968. Em dezembro de 1968, ele recebeu um doutorado em Assiriologia pela Universidade Livre. Depois disso, ele foi assistente do "Instituto de História da Medicina" da Universidade Livre de 1969 a 1970. Lá, ele trabalhou em textos médicos da Babilônia e da Assíria, sob a supervisão de Franz Köcher. De 1970 a 1973, ele realizou o projeto de pesquisa "O Arquivo Hurritológico" no departamento de Antiguidades do Oriente Próximo da Universidade Livre e continuou trabalhando como assistente de 1973 a 1977. Em 1979, Haas recebeu sua habilitação na filosofia antiga do Oriente Próximo. Depois de exercer um cargo de professor assistente na Universidade Livre, de 1977 a 1981, Haas recebeu um cargo de professor de Estudos do Oriente Próximo na Universidade de Konstanz. Em 1989, ele recebeu uma das duas cadeiras de Estudos do Oriente Próximo da Universidade Livre, onde permaneceu até sua aposentadoria em 2001.
Como palestrante, Haas instruiu várias gerações de estudantes em assírio, hitita e hurrita. Os focos centrais de sua pesquisa foram a língua, a literatura e a história religiosa dos hurritas e hititas. Haas foi um dos especialistas de maior prestígio em Hititologia. Seus projetos de pesquisa em andamento são o Corpus der hurritischen Sprachdenkmäler ou Hurritologisches Archiv (Corpus de Monumentos Linguísticos Hurritas ou Arquivos Hurritológicos), "as Religiões do Oriente Próximo", "Tratamento Médico Hitita", e uma história da literatura hitita. Foi editor do Altorientalische Forschungen (AoF).
Haas vive em Berlim.